# Taposómalom

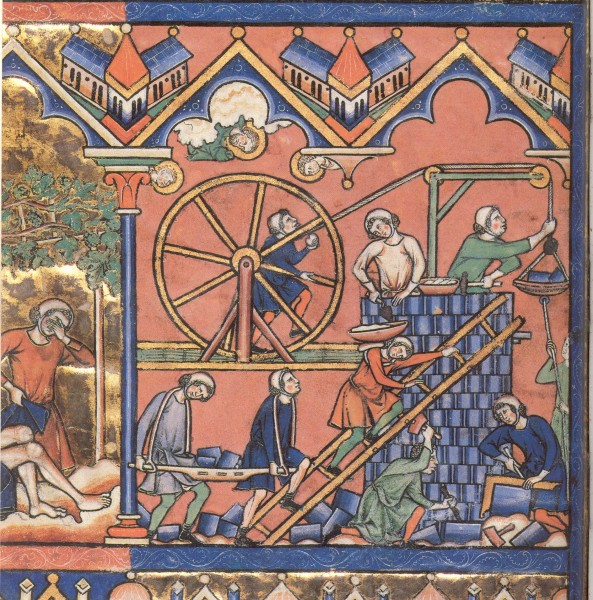
Várépítés a 13. században

A taposómalom emberi erővel hajtott malom egy fajtája. A taposómalom legfontosabb része a taposókerék (gyakran ezt is taposómalomnak hívják akkor is, ha nem őrlő berendezés hajtására, hanem más gép, emelőgép, daru erőforrása). A taposókerék fából ácsolt 5–6 m átmérőjű vízszintes tengelyű kerék. Leggyakoribb formájában két azonos küllős kerék koszorúját bedeszkázzák a koszorúval egyenlő átmérőjű hengerfelületet képezve. A kereket egy vagy több ember mozgatja úgy, hogy a küllőkön átlépve belép a kerék belsejébe és a henger belső felületén folyamatosan felfelé lépve testének súlyával forgásra készteti a szerkezetet. Ez a szerkezet a belső járatú taposókerék.
A külsőjáratú taposókerék esetén az ember(ek) a kerékpalást külső oldalán szabályos távolságokra elhelyezett rudakba kapaszkodva és azokon mint egy létrán lépkedve hajtják a kereket. Felsőhajtású taposókerék szerkezeti kialakítása hasonló, csak itt a munkás a kerék tetején helyezkedik el, és egy álló korlátba kapaszkodva tapossa a kereket.
Készítettek tiprókerekes taposómalmokat is.
Gyakran alkalmaztak kettős taposókereket például egy daru kötéldobjának két oldalán, a nagyobb taposókerekek hajtása egyidejűleg akár 20-25 embert is szükségessé tett.
Szakaszos üzemű taposókerekes gépek kiszolgálása nem különösebben nehéz feladat, mint azt a modern rekonstrukciók tapasztalatai is igazolják, azonban a folyamatos működésű gépek (malmok, vízemelők) hajtása az embereket fizikailag és lelkileg is kimerítette, a korábban a büntetés egyik eszközeként is használták. Nem véletlenül a fárasztó és monoton munkát a köznyelv ma is taposómalomnak hívja.
A taposókerék eredete ismeretlen, első ábrázolásuk Sirakuzából, első írásos említésük az i. e. 3. századból való, a görögök és rómaiak is használták, a középkori nagy építkezések ismert gépei voltak a taposókerékkel hajtott daruk és a 15. századra Európa összes nagyobb bányájában alkalmazni kezdték a taposókerékkel hajtott emelőgépeket, a nagy építkezéseken valamint a tengeri kikötőkben ilyen meghajtású darukat használtak. Taposómalmok a 19. századig használatban voltak. A lengyelországi Wieliczkai sóbányákban még a 19. században is működtek taposókerekes felvonók, Aunyban 1895-ben 39, de még 1901-ben is 13 taposómalom üzemelt.

## Taposókerekek

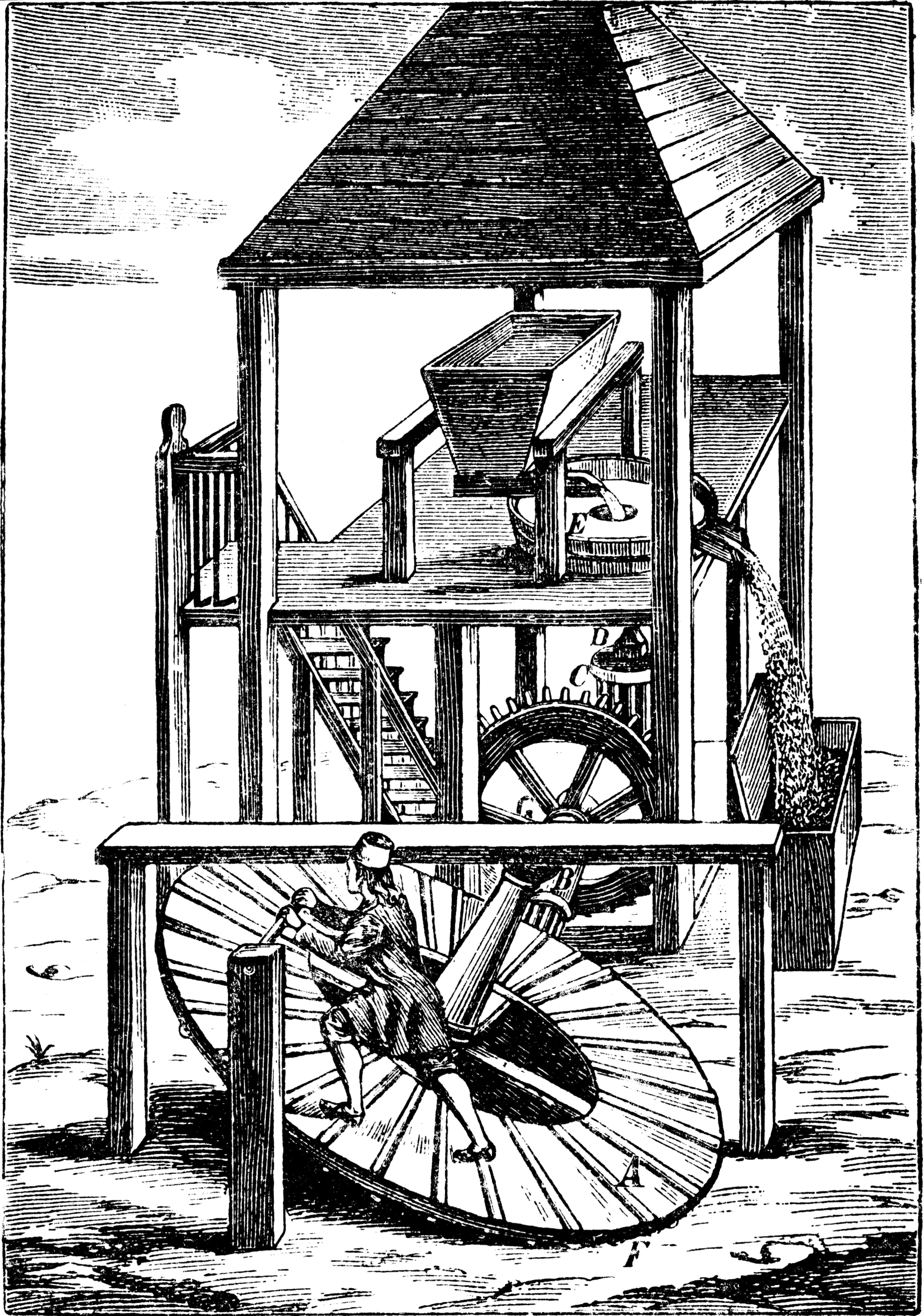
Tiprótárcsás taposómalom
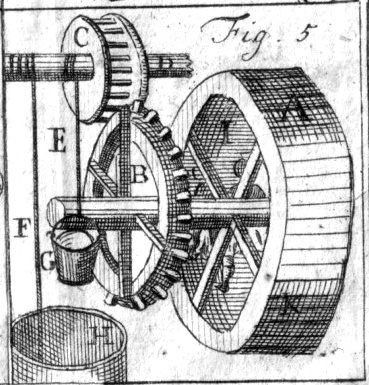
Belső járatú taposómalom
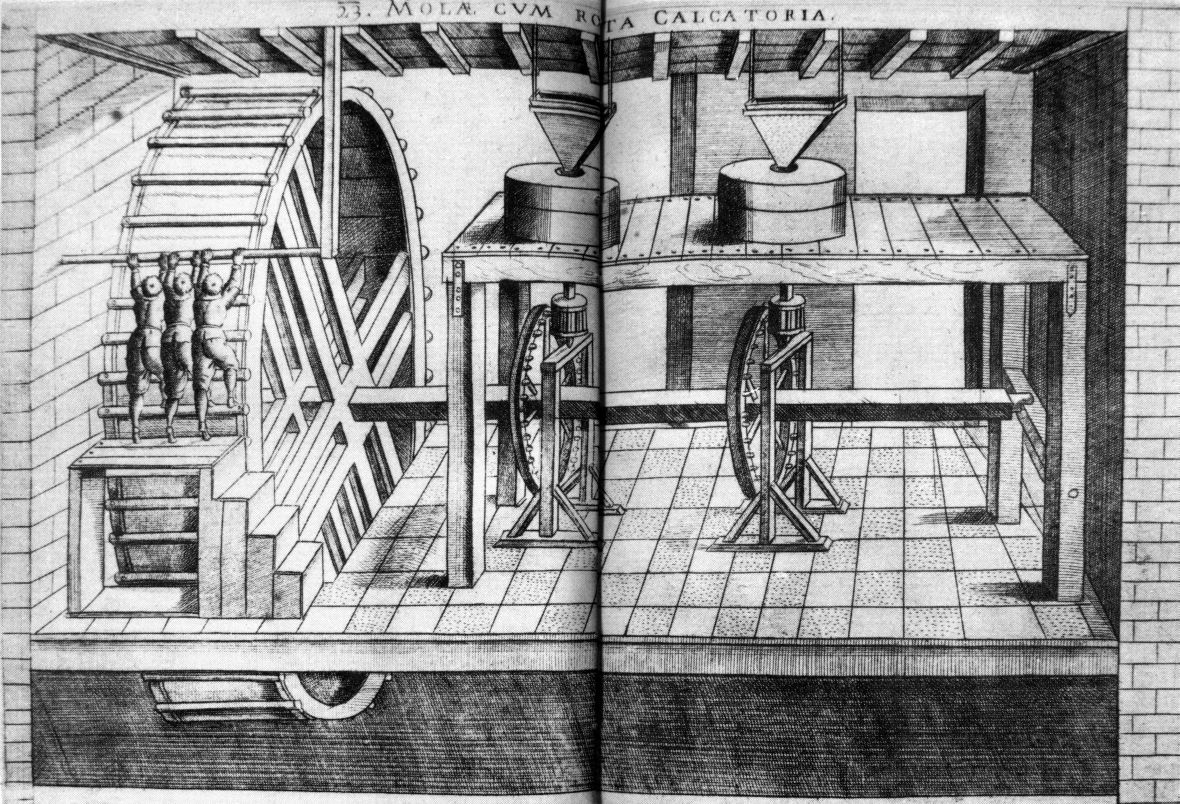
Külső járatú taposómalom Verancsics Faustus könyvéből
Daru taposókerékkel idősebb Pieter Bruegel Bábel tornya című festményén
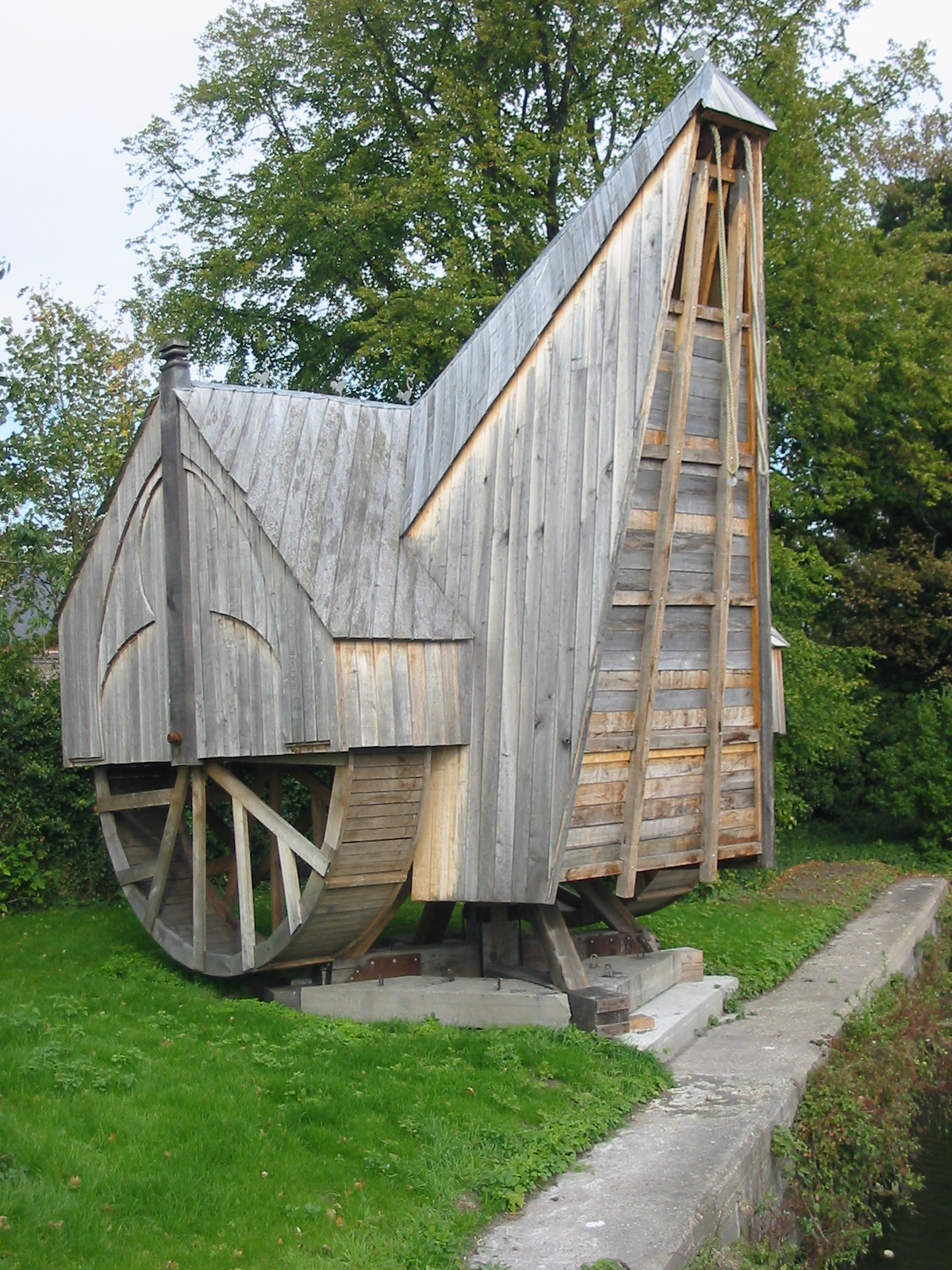
Taposókerékkel működtetett daru rekonstrukciója, Brugge
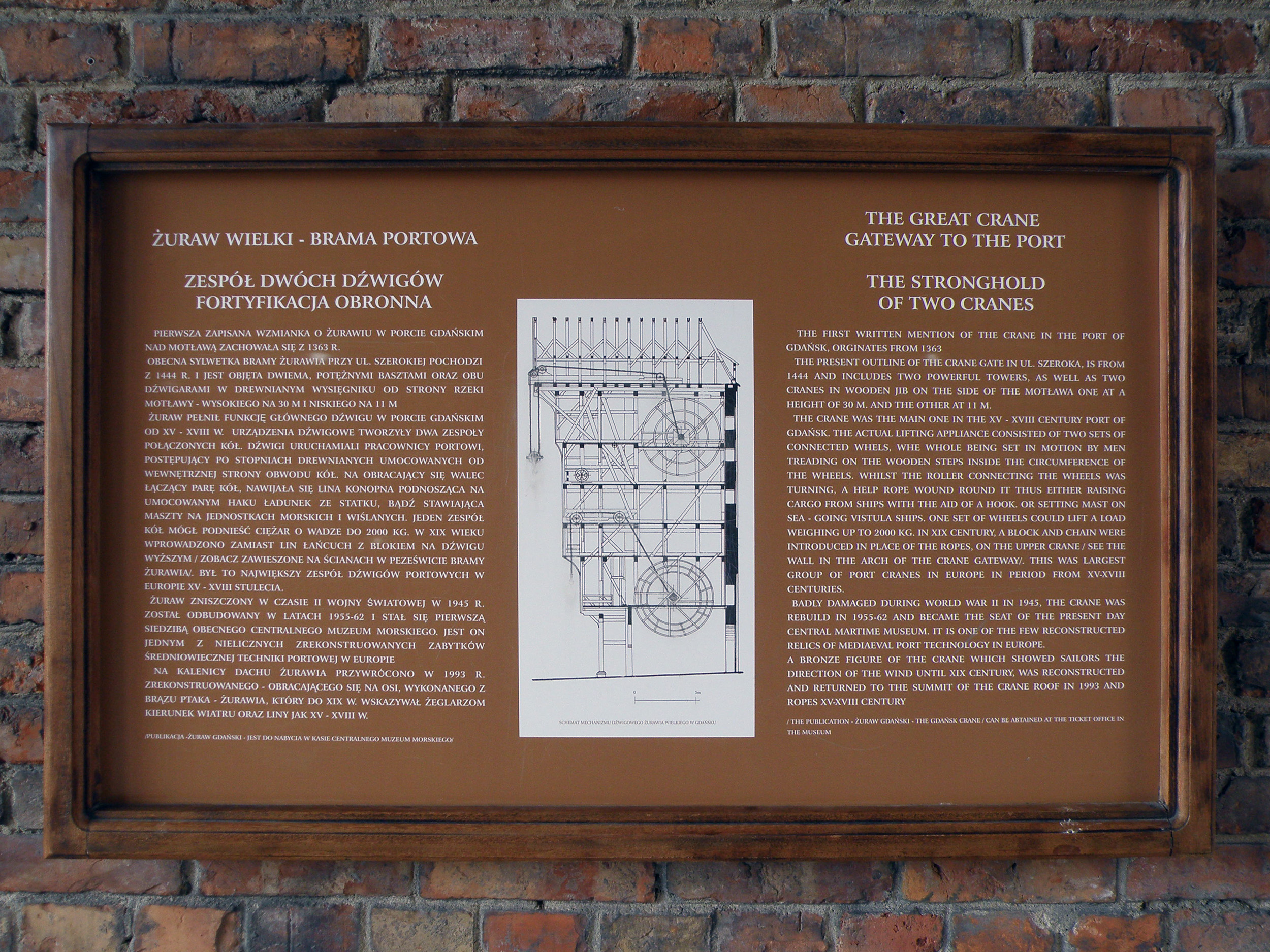
A gdański középkori kikötői daru szerkezete
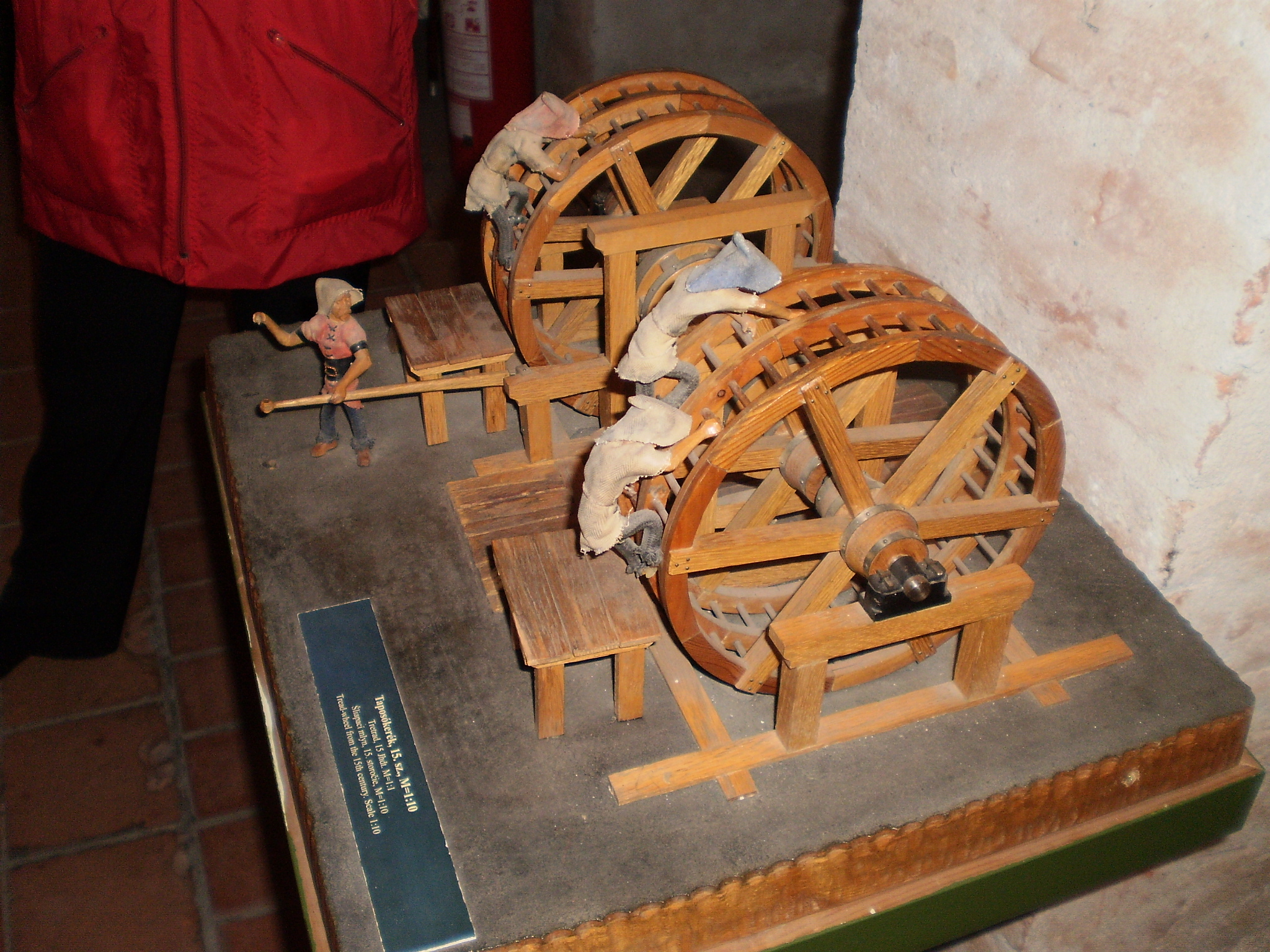
15. századi taposókerekes bányafelvonó modellje a soproni Központi bányászati múzeumban
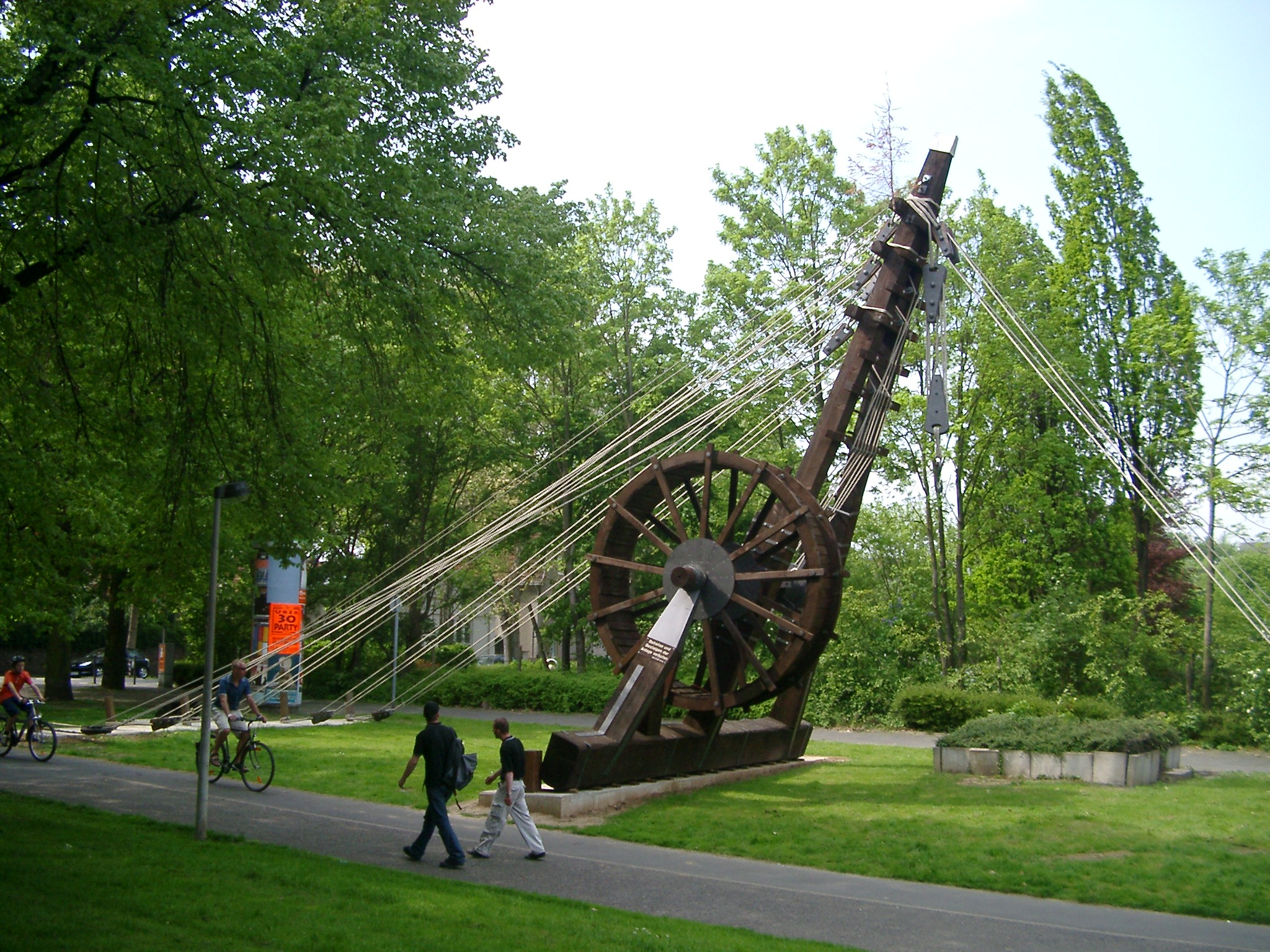
Rekonstruált római építési daru Bonnban